# Ляпунов, Захарий Петрович
Заха́рий Петро́вич Ляпуно́в (? — после 1610) — русский политический деятель, голова и воевода во времена правления Фёдора Ивановича, Бориса Годунова, Василия IV Ивановича Шуйского и Смутное время. Произошёл из дворянского рода Ляпуновых. Четвёртый из пяти сыновей Петра Саввича Ляпунова. Имел братьев, которые были видными деятелями Смутного времени: Александра, Григория, Прокопия и Степана Петровичей.

## Биография

### Служба Фёдору Ивановичу
В 1595 году не захотел быть в станичных головах под начальством Ф.И. Кикина и сбежал со службы из Ельца в своё рязанское поместье (скорее всего по местническим соображениям). Рязанский воевода распорядился привезти его оттуда скованного в Переяславль-Рязанский, бить батогами перед всеми людьми, посадить в тюрьму и потом, под присмотром пристава, отправить на службу. При этом он возместил расходы на гонцов с грамотами от Москвы до Ельца и обратно.

### Служба Борису Годунову
В Боярском списке 1602/03 годов указан среди выборных дворян по Рязани с высоким поместным окладом в 500 четвертей земли (около 800 га).
В 1603 году царь Борис Годунов провёл следствие среди детей боярских рязанцев: кто посылал в 1602/03 годах на Дон всякие «заповедные товары», то есть вино, порох, серу, селитру, свинец и разные предметы вооружения? Выяснилось, что Захарий Ляпунов посылал из Царёва-Борисова вино казакам на Дон и продавал панцирь и железную шапку (шлем). За это его публично высекли кнутом.
В 1605 году в составе рязанской служилой корпорации участвовал в боевых действиях против Лжедмитрия I, но в начале мая, как и другие рязанские дворяне, целовал крест самозванцу, отказавшись присягнуть Фёдору Борисовичу Годунову. Из-за недостаточности знатности он не вошёл в ближайшее окружение самозванца после его воцарения.

### Служба Василию Шуйскому
В 1606 году, осенью, примкнул на незначительное время к восстанию Болотникова 1606-1607 годов. Участвовал в составе рязанских детей боярских в походе повстанческой армии на Москву под командой брата Прокопия Ляпунова, но быстро разуверившись, в ноябре 1606 года перешёл на сторону Василия Шуйского.  В декабре это же года на Рязани полковой воевода под начальством боярина кн. Фёдора Тимофеевича Долгорукого, вместе с братом, как воевода, участвовал в подавлении повстанческих выступлений в Рязанском крае.
Осенью 1607 года Захарий Ляпунов «промышлял над ворами у Ряжска», откуда по царскому указу выслал на помощь рязанскому воеводе Юрию Григорьевичу Пильменову сотню головы Самсона Чевкина.
Весной 1608 года собирал войско в Рязани с которым пошёл к Зарайску. 30 марта в пригороде Зарайска на Михайловской улице, развернулось скоротечное ожесточённое сражение. Вот как описывает битву под Зарайском историк В. Берг: «Приидеже под Зарайский город полковник Лисовский с литовскими людьми и русскими воры и град Зарайск взяли. В Переславле же Рязанском слыша воеводы, что Зарайский город литовские люди взяли и послаша под Зарайский город ратных людей, воевода с ними был Захарий Ляпунов и приидоша под Зарайский город. Лисовский же, вышед из Зарайска, московских людей поби на голову и многих живых пойма; единых бо арзамазцев убиша на том бою триста человек. Трупы же их Лисовский велел похороните в одноместно — в яму, и сдела ту над ними для своей славы курган велий и тот курган стоит до днесь». В 1609 году над могилой павших воинов Прокопием Ляпуновым был поставлен крест, а в 1614 году рядом с курганом воздвигнули деревянную церковь во имя иконы Благовещения Пресвятой Богородицы, которые принесли с собой арзамасские ополченцы (в 1777 году на её месте поставлена каменная церковь).
За верность царю Шуйскому был пожалован поместьями изменников, Ржевского, Кобякова и Биркина, примкнувшим к Лжедмитрию II, но после того, как они приехали в Москву и повинились, им были возвращены их поместья. В итоге Захарий Петрович оказался без награды за верную службу. При осаде города Пронска — Прокопий Ляпунов был ранен и передал свои обязанности брату Захарию в войске князя И.А. Хованского. В августе этого же года, услыхав о взятии Зарайска главой т. н. «московской конфедерации» польско-литовских наемников А.Лисовским, воеводы Переяславля-Рязанского послали к этому городу ратных людей под начальством Захария Ляпунова. Вместо того, чтобы тотчас приступить к осаде города, он, как сказано в «Новом Летописце», «пьяным обычаем не ополчася». Узнав, что в отряде «нестроение», а начальники предаются пьянству, Лисовский вышел из Зарайска, побил и взял в плен много воинов, а остальные обратились в бегство. Ответственность за поражение было возложено только на Ляпунова.
Осенью 1609 года третий воевода в Рязани.
В 1610 года, вероятно, в первой половине января, прибыл с небольшим отрядом рязанских дворян по распоряжению царя Василия Шуйского в Москву, став в столице фактическим представителем и информатором брата Прокопия.       В июле этого же года Захарий Ляпунов подал в Москве челобитную о пожаловании земель. Царь Василий Шуйский послал в дворцовое село Казари Рязанского уезда послушную грамоту крестьянам. Поместный оклад Захария Ляпунова был в это время 900 четвертей, а сына его Семёна 700 ч. Царь пожаловал из с. Казари в их оклад: Захару 212 ч., а Семену 298 ч. и велел им полюбовно поделиться меж собою поместьем.
Сыграл важную роль в политическом перевороте в июле 1610 года, реализую планы брата Прокопия по свержению Василия Шуйского. При подходе Лжедмитрия II 17-го июля в Москве поднялся антиправительственный мятеж горожан и детей боярских, оказавшихся в Москве после поражения царской армии в Клушинском сражении. Вожаками мятежников были Захарий Ляпунов, Фёдор Хомутов и Михаил Салтыков. Ляпунов устроил первое народное скопище, требовавшее от Шуйского отречься от престола, вследствие чего царь вынужден был переехать из дворца в свой прежний боярский дом. Под их давлением Боярская дума и импровизированный Земский собор 17(27) июля предложили царю добровольно и незамедлительно отречься от престола. Однако патриарх Гермоген стал предпринимать усилия к тому, чтобы вернуть Шуйского на престол. Чтобы этого не произошло, 19 июля он же с товарищами насильно постриг Василия Шуйского в монахи и отвёз в Чудов монастырь.

### Служба в Смутное время
Активные действия З.П. Ляпунова выдвинули его в число видных политических деятелей. В августе 1610 года присягнул королевичу Владиславу IV, как избранному русскому царю. Когда партия королевича Владислава одержала верх, 11 сентября 1610 года было отправлено из Москвы к польскому королю Сигизмунду посольство под Смоленск. Главными послами были: боярин кн. Вас. Вас. Голицын и митрополит Филарет; в числе выборных дворян посольства (представлял интересы Рязани) находился и Захарий Ляпунов. Непосредственно в переговорах он не участвовал, однако открыто выражал недовольство действиями главных послов, в том числе и при представителях Речи Посполитой "делают всё собою и таят всё от дворян". В свою очередь, руководители посольства, в конце ноября обвинили Ляпунова в "воровстве" и измене, в том что он насмехался над ними "бражничая с панами". Несмотря на это, вместе с другими дворянами занял жёсткую и солидарную позицию с главными послами по принципиальному вопросу о невозможности без согласия московского патриарха изменить наказ послам.
При развале посольства на рубеже ноября-декабря 1610 года Ляпунов не поехал в Москву, а остался под Смоленском, перешёл в польский стан, своими наговорами на старших послов содействовал тому, что посольство Филарета и Голицына не имело успеха. Чуть ранее стал жить в королевском лагере, что использовал для своего обогащения.         К этому же времени относится челобитная Захария об укреплении за ним поместья в вотчину. Челобитная написана на имя Сигизмунда, но только потому, что он отец Владислава, выбранного на Московский престол. Сигизмунд III пожаловал ему бывшее поместье брата свергнутого царя, князя Д.И. Шуйского в Московском уезде, а затем ещё одно село Дегтяное в Рязанском уезде.
По одной из версий Захарий Петрович вёл двойную игру. С одной стороны он подыгрывал полякам, а с другой выведав истинные намерения польского короля о присоединении Русского государства к своей короне, отписал все это своему брату Прокопию, который известил бояр и стал собирать Второе народное ополчение.
Сигизмунду III, видимо, стало известно о двойной игре и он приказал в январе 1611 года, когда Рязань перестала подчиняться Семибоярщине, и представители польского короля сообщили ему о сношениях с братом, рекомендовав арестовать Захария Ляпунова и провести расследование.
В синодике Успенского собора Рязанского кремля — Захарий Ляпунов записан как "убиенный". Но по видимому, Сугизмунд III, в начале 1611 года приказал арестовать Ляпунова и отправить его (вместе с захваченными представителями русского посольства) в Речь Посполитую, где он очевидно и скончался. Имя Захария Ляпунова последний раз упоминается в перечне издержек на содержание русских пленных за 1611 — февраль/март 1613 года.  К моменту заключения Деулинского перемирия 1618 года, он уже несомненно скончался.

## Семья
От брака с неизвестной имел детей:
- Ляпунов Семён Захарович — известен по родословным.
- Ляпунов Иван Захарович — воевода.